# Periklymenos (syn Posejdona)
Periklymenos (gr. Περικλύμενος) – postać w mitologii greckiej, syn boga Posejdona i Chloris, córki Tejrezjasza.
Jego postać pojawia się w cyklu mitów tebańskich. Jako sojusznik Eteoklesa wziął udział w obronie miasta podczas wyprawy siedmiu wodzów. W czasie walki zabił Partenopajosa, zrzucając z murów miejskich ogromny głaz na jego głowę. Podczas pościgu za uciekającymi wrogami nastawał na życie Amfiaraosa, jednak został zgładzony przez Zeusa, z woli którego rozstąpiła się ziemia, pochłaniając Periklymenosa i jego rydwan.